# 歌戸運航

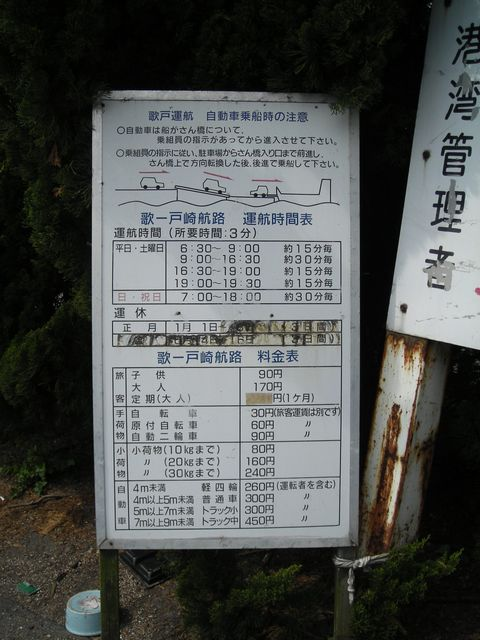
乗り場にある案内看板

歌戸運航株式会社（うたどうんこう）は、日本の海運会社。現在はおのみち渡し船株式会社（おのみちわたしぶね）に商号変更済。 広島県尾道市が出資する第三セクターである。
同市は同第三セクターに船舶二隻を現物出資する形をとっている。

## 概要
1998年（平成10年）10月から、「歌戸丸」により運航を始めた。当初の商号は「歌戸運航（うたどうんこう）」であった。
2009年（平成21年）度には、「第一歌戸丸」を建造した。2010年（平成22年）4月1日からは、主船を「第一歌戸丸」、予備船を「歌戸丸」とした運用となった。2016年（平成28年）からは、主船を「第一歌戸丸」、予備船を「第二歌戸丸」とした運用となっている。
2020年（令和2年）8月26日には、尾道市が、尾道渡船と向島運航の民営渡船２航路（尾道渡船、駅前渡船）について、歌戸運航への移行による航路継承を検討していることを明らかにした。2021年（令和3年）4月1日からは、尾道渡船と向島運航が運航していた２航路を引継いで運航を始めた。同年6月4日には、商号を現在の「おのみち渡し船」に変更した。

## 船舶

### 運航中の船舶
第一歌戸丸
2010年（平成22年）3月14日、進水。尾道市向東町（向島）の神原造船で建造。
両頭フェリー、総トン数：19、主機関：1基(245馬力)、航海速力：7.0ノット、旅客定員：50名、車両積載数：6台。
「歌戸丸」が建造から30年を経過し老朽化が著しくなったため、建造費の約1億円を全て尾道市の補助金で賄う形で建造された。歌～戸崎航路では初めての両頭船であり、車両積載数の増加と併せて、朝夕の混雑の解消と安全性の向上を図った。
第二歌戸丸
1998年（平成10年）3月、竣工。2016年（平成28年）、歌～戸崎航路に就航。
旧因島市（現：尾道市）因島三庄町の石田造船建設(現：石田造船)で建造。
両頭フェリー、総トン数：19、主機関：1基(165馬力)、航海速力：7.0ノット、旅客定員：90名、車両積載数：6台。
重井西港(西浜)〜細島航路の4代目「こまたき」である。2016年3月に同航路に5代目「こまたき」が就航したため、「第二歌戸丸」と改称した上で歌～戸崎航路に就航した。
にゅうしまなみ
2003年（平成15年）1月1日、尾道（土堂）～向島（兼吉）航路に就航。
両頭フェリー、総トン数：19.00、主機関：1基(195馬力)、航海速力：6.0ノット、旅客定員：47名、車両積載数：乗用車５台。
尾道渡船からの航路継承に伴い移籍した。
第一しまなみ
尾道（土堂）～向島（兼吉）航路に就航。
尾道渡船からの航路継承に伴い移籍した。
むかいしまⅠ
1999年（平成11年）5月1日、尾道（駅前）～向島（富浜）航路に就航。
両頭渡船、総トン数：19.00、主機関：1基(165馬力)、航海速力：6.5ノット、旅客定員：95名。
向島運航からの航路継承に伴い移籍した。
むかいしまⅡ
1999年（平成11年）5月1日、尾道（駅前）～向島（富浜）航路に就航。
両頭渡船、総トン数：19.00、主機関：1基(165馬力)、航海速力：6.5ノット、旅客定員：95名。
向島運航からの航路継承に伴い移籍した。

### 過去に運航していた船舶
歌戸丸
1983年（昭和58年）、竣工。1998年（平成10年）3月、歌～戸崎航路に就航。2016年（平成28年）、引退。
石田造船工業(現：石田造船)で建造。
単頭カーフェリー、総トン数：16、主機関：1基(80馬力)、航海速力：7.0ノット、車両積載数：4台。
重井西港(西浜)〜細島航路の3代目「こまたき」である。当時同航路を運営していた旧因島市より尾道市が中古船として400万円で購入し、「歌戸丸」と改称した上で歌～戸崎航路に就航した。「第一歌戸丸」の同航路への就航後は予備船となっていた。「第二歌戸丸」の同航路への就航に伴い引退した。

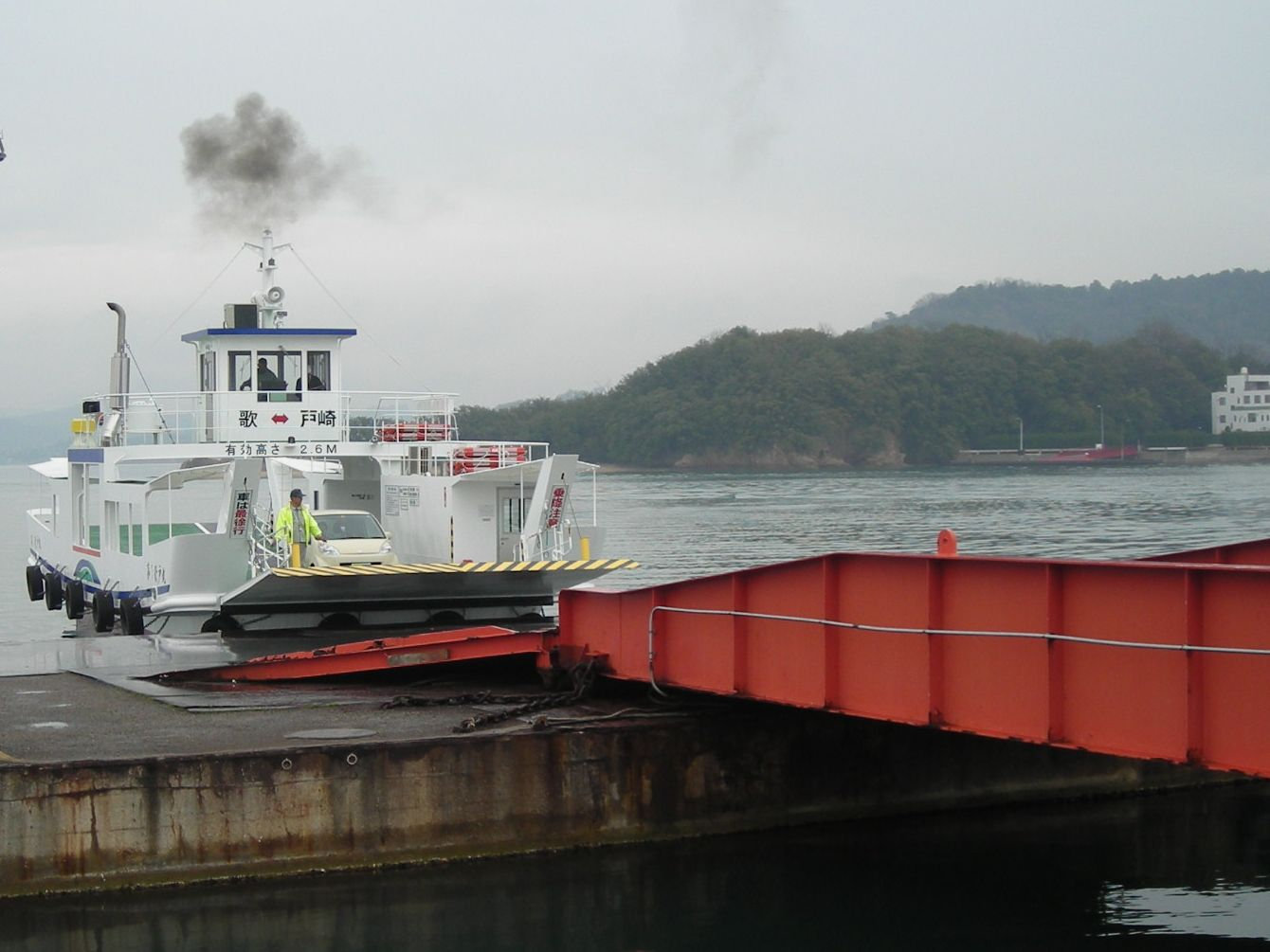
第一歌戸丸
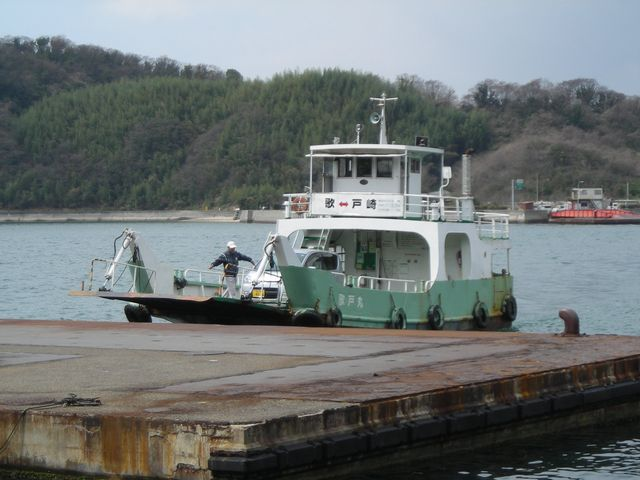
歌戸丸

## 航路
向島（歌）～尾道（戸崎）
尾道市向東町にある歌フェリー浮桟橋と、対岸の尾道市浦崎町にある戸崎フェリー浮桟橋を結ぶ。車両航送も行う。
1998年10月から、「歌戸丸」により運航を開始した。2010年、「第一歌戸丸」が主船として就航し「歌戸丸」が予備船となった。2016年、「第二歌戸丸」が予備船として就航し「歌戸丸」が引退した。
尾道（土堂）～向島（兼吉）
尾道市中心部の尾道水道を往来し、同市の土堂にあるフェリー桟橋と、対岸の向島町（向島）兼吉にあるフェリー桟橋を結ぶ。車両航送も行う。
2021年4月1日に、尾道渡船からの航路継承に伴い運航を開始した。
尾道（駅前）～向島（富浜）
同市中心部の尾道水道を往来し、同市の尾道駅前桟橋のすぐ左隣にある渡船浮桟橋と、対岸の向島町（向島）富浜にある渡船桟橋を結ぶ。車両航送は行わない。
2021年4月1日に、向島運航からの航路継承に伴い運航を開始した。

## 前史
歌〜戸崎間（約400m）には、古くから「歌（うた）渡し」と呼ばれる渡し船があった事が知られている。1954年（昭和29年）からは、二輪（バイク・自転車）まで積載可能な木造船を用いた渡船が、個人の経営により運航されていた。